# Jean Wiser
Jean Nicolas Wiser, né le 24 juin 1860 à Ettelbruck et décédé le 28 juin 1942 à Liège fut un homme politique libéral naturalisé belge en 1889.
Wiser fut industriel; il fut élu sénateur de l'arrondissement de Liège dès 1919.

## Sources
- Liberaal Archief